# 8146 Jimbell
8146 Jimbell è un asteroide della fascia principale del diametro medio di circa 12,4 km. Scoperto nel 1983, presenta un'orbita caratterizzata da un semiasse maggiore pari a 2,8030233 UA e da un'eccentricità di 0,2193809, inclinata di 11,29208° rispetto all'eclittica.